# Rhodococcus perornatus
Rhodococcus perornatus är en insektsart som först beskrevs av Cockerell och Arthur W. Parrott 1899.  Rhodococcus perornatus ingår i släktet Rhodococcus och familjen skålsköldlöss. Inga underarter finns listade i Catalogue of Life.